# بن ستيرفنس
بن ستيرفنس (بالإنجليزية: Ben Strevens)‏ (24 مايو 1980 في المملكة المتحدة - ) هو لاعب كرة قدم بريطاني في مركز الوسط. لعب مع نادي بارنت ونادي برينتفورد ونادي غيلينغهام ونادي كرولي تاون وEastleigh F.C. ‏ ونادي سلاو تاون وسانت ألبانز سيتي وداغنهام وريدبريدج وويكمب وندررز ووينجيت آند فينشلي.

## وصلات خارجية
- بن ستيرفنس على موقع قاعدة بيانات كرة القدم.إي يو (الإنجليزية)
- بن ستيرفنس على موقع Soccerbase.com (لاعب) (الإنجليزية)
- بن ستيرفنس على موقع Soccerway.com (الإنجليزية)
- بن ستيرفنس على موقع عالم كرة القدم.نت (الإنجليزية)